# Haokah Patera
L'Haokah Patera è una struttura geologica della superficie di Io.